# Squash nos Jogos Pan-Americanos de 2015 - Duplas masculinas
A competição das duplas masculinas foi um dos eventos do squash nos Jogos Pan-Americanos de 2015, em Toronto. Foi disputada no Centro de Exposições entre os dias 13 e 14 de julho.  

## Calendário
Horário local (UTC-4).
| Data        | Horário | Fase             |
| ----------- | ------- | ---------------- |
| 13 de julho | 9:07    | Oitavas de final |
| 13 de julho | 12:06   | Quartas de final |
| 13 de julho | 20:36   | Semifinal        |
| 14 de julho | 20:42   | Final            |

## Medalhistas
| Ouro   | COL Andres Herrera e Juan Vargas                                           |
| Prata  | CAN Andrew Schnell e Graeme Schnell                                        |
| Bronze | PER Andrés Duany e Diego Elías USA Christopher Gordon e Christopher Hanson |

## Resultados

### Final
|  | Semifinal | Semifinal                                 | Semifinal                         | Semifinal | Semifinal | Semifinal                      | Semifinal |    |  | Final | Final | Final | Final | Final | Final | Final |
|  |           |                                           |                                   |           |           |                                |           |    |  |       |       |       |       |       |       |       |
|  |           | COL Andres Herrera Juan Vargas            | 11                                | 11        |           |                                |           |    |  |       |       |       |       |       |       |       |
|  |           | PER Andrés Duany Diego Elías              | 5                                 | 2         |           |                                |           |    |  |       |       |       |       |       |       |       |
|  |           | PER Andrés Duany Diego Elías              | 5                                 | 2         |           | COL Andres Herrera Juan Vargas | 11        | 11 |  |       |       |       |       |       |       |       |
|  |           |                                           |                                   |           |           |                                |           | 11 |  |       |       |       |       |       |       |       |
|  |           |                                           | CAN Andrew Schnell Graeme Schnell | 6         | 3         |                                |           |    |  |       |       |       |       |       |       |       |
|  |           | USA Christopher Gordon Christopher Hanson | CAN Andrew Schnell Graeme Schnell | 6         | 3         | 10                             | 6         |    |  |       |       |       |       |       |       |       |
|  |           | USA Christopher Gordon Christopher Hanson |                                   |           |           | 10                             | 6         |    |  |       |       |       |       |       |       |       |
|  |           | CAN Andrew Schnell Graeme Schnell         | 11                                | 11        |           |                                |           |    |  |       |       |       |       |       |       |       |

### Chave superior
| Oitavas de final | Oitavas de final       | Oitavas de final | Oitavas de final | Oitavas de final |  |  | Quartas de final | Quartas de final           | Quartas de final | Quartas de final | Quartas de final |  |  | Semifinal | Semifinal              | Semifinal | Semifinal | Semifinal |
|                  |                        |                  |                  |                  |  |  |                  |                            |                  |                  |                  |  |  |           |                        |           |           |           |
|                  |                        |                  |                  |                  |  |  |                  |                            |                  |                  |                  |  |  |           |                        |           |           |           |
|                  |                        |                  |                  |                  |  |  |                  | ARG R Pezzota L Romiglio   | 11               | 6                | 4                |  |  |           |                        |           |           |           |
|                  | ECU J Chacon E Davila  | 11               | 2                | 7                |  |  |                  | COL A Herrera J Vargas     | 8                | 11               | 11               |  |  |           |                        |           |           |           |
|                  | COL A Herrera J Vargas | 9                | 11               | 11               |  |  |                  |                            |                  |                  |                  |  |  |           | COL A Herrera J Vargas | 11        | 11        |           |
|                  |                        |                  |                  |                  |  |  |                  |                            |                  |                  |                  |  |  |           | PER A Duany D Elías    | 5         | 2         |           |
|                  |                        |                  |                  |                  |  |  |                  | CHI M Camiruaga S Gallegos | 4                | 7                |                  |  |  |           |                        |           |           |           |
|                  |                        |                  |                  |                  |  |  |                  | PER A Duany D Elías        | 11               | 11               |                  |  |  |           |                        |           |           |           |
|                  |                        |                  |                  |                  |  |  |                  |                            |                  |                  |                  |  |  |           |                        |           |           |           |

### Chave inferior
| Oitavas de final | Oitavas de final         | Oitavas de final | Oitavas de final | Oitavas de final |  |  | Quartas de final | Quartas de final         | Quartas de final | Quartas de final | Quartas de final |  |  | Semifinal | Semifinal               | Semifinal | Semifinal | Semifinal |
|                  |                          |                  |                  |                  |  |  |                  |                          |                  |                  |                  |  |  |           |                         |           |           |           |
|                  |                          |                  |                  |                  |  |  |                  |                          |                  |                  |                  |  |  |           |                         |           |           |           |
|                  |                          |                  |                  |                  |  |  |                  | USA C Gordon C Hanson    | 11               | 11               |                  |  |  |           |                         |           |           |           |
|                  |                          |                  |                  |                  |  |  |                  | GUA B Bonilla J Enriquez | 10               | 7                |                  |  |  |           |                         |           |           |           |
|                  |                          |                  |                  |                  |  |  |                  |                          |                  |                  |                  |  |  |           | USA C Gordon C Hanson   | 10        | 6         |           |
|                  | CAN A Schnell G Schnell  | 11               | 11               |                  |  |  |                  |                          |                  |                  |                  |  |  |           | CAN A Schnell G Schnell | 11        | 11        |           |
|                  | GUY K Jeffrey J-R Khalil | 5                | 4                |                  |  |  |                  | CAN A Schnell G Schnell  | 11               | 10               | 11               |  |  |           |                         |           |           |           |
|                  |                          |                  |                  |                  |  |  |                  | MEX E Gálvez A Salazar   | 8                | 11               | 10               |  |  |           |                         |           |           |           |
|                  |                          |                  |                  |                  |  |  |                  |                          |                  |                  |                  |  |  |           |                         |           |           |           |

## Colocação final
| Rank              | Name                                     | Nation             |
| ----------------- | ---------------------------------------- | ------------------ |
| Medalha de ouro   | Andres Herrera Juan Vargas               | COL Colômbia       |
| Medalha de prata  | Andrew Schnell Graeme Schnell            | CAN Canadá         |
| Medalha de bronze | Andrés Duany Diego Elías                 | PER Peru           |
| Medalha de bronze | Christopher Gordon Christopher Hanson    | USA Estados Unidos |
| 5                 | Robertino Pezzota Leandro Romiglio       | ARG Argentina      |
| 5                 | Maximiliano Camiruaga Sebastián Gallegos | CHI Chile          |
| 5                 | Bryan Bonilla Josue Enriquez             | GUA Guatemala      |
| 5                 | Eric Gálvez Arturo Salazar               | MEX México         |
| 9                 | Juan Chacon Ernesto Davila               | ECU Equador        |
| 9                 | Kristian Jeffrey Jason-Ray Khalil        | GUY Guiana         |